# トップカルチャー
株式会社トップカルチャー（英: TOP CULTURE Co.，Ltd.）は、新潟県新潟市西区に本社を置く、書籍、文具、雑貨等の販売と音楽・映像ソフトの販売およびレンタルを行う企業。カルチュア・コンビニエンス・クラブ株式会社（TSUTAYA）のフランチャイズ加盟会社の中では最大規模のメガフランチャイジーで、持分法適用会社である。

## 概要
実兄である清水泰明が経営するひらせいホームセンターの専務取締役だった清水秀雄が設立。
主に書籍、文具、雑貨等の販売と音楽・映像ソフトの販売およびレンタルを展開する複合書店『蔦屋書店』を運営。他社から譲受した店舗については譲受前の屋号（『TSUTAYA』など）を継承していることもある。
カルチュア・コンビニエンス・クラブも直営でライフスタイル提案型書店『蔦屋書店』を展開しているがトップカルチャーとは無関係であり、両者のロゴは異なる。
CD・DVDやコミックのレンタルが主力であったが、動画・音楽配信市場の急成長を受けレンタルの売り上げが低迷。2021年（令和3年）7月に当社がレンタル事業から撤退することを発表。ニュースの見出しなどからカルチュア・コンビニエンス・クラブ（TSUTAYA）全体でレンタル事業から撤退するように誤認してしまう事態が発生し、一部ニュースサイトでは誤解を招かないように注意を促していた。

しかし、レンタルのニーズがある一部店舗は継続するとし、レンタルを終了した店舗、またはレンタルスペースの半分程度を別の売り場に切り替えた店舗等が混在し、当初発表していたレンタル事業の完全撤退には至っていない。ただ、「全体的に見れば今後も最適化していく」とした。既にこれまでレンタルだったスペースなどには、DAISO、子会社トップブックスが運営するゲーム・トレーディングカード販売の「ふるいち」、バンダイナムコアミューズメントのカプセル玩具「ガシャポン」を導入し始めている。新店では最初から書籍を軸にした売り場作りを進めるとした。

## 沿革
- 1986年（昭和61年）12月12日 - 新潟県新潟市女池に株式会社トップカルチャーを設立。
- 1987年（昭和62年）5月2日 - カルチュア・コンビニエンス・クラブ株式会社とフランチャイズ契約を締結し、第1号店「蔦屋書店県庁前店」（後の女池インター店）開店。
- 1996年（平成8年）
  - 11月22日 - 新潟県外出店および長野県第1号店「蔦屋書店諏訪中洲店」開店。
  - 12月 - 本社を新潟市小針に移転。
- 1997年（平成9年）7月 - 700坪の大型店舗、「蔦屋書店南万代フォーラム店」（現・蔦屋書店新潟万代）を出店。
- 1999年（平成11年）11月 - 株式会社新潟みちのり会を形式上の存続会社とし、株式額面変更のための合併を行い、同日付で商号を株式会社トップカルチャーに変更。
- 2000年（平成12年）
  - 4月 - 日本証券業協会に株式を店頭登録。初めて公募により新株式を発行。
  - 10月 - 株式会社テイツーと共同出資により株式会社トップブックスを設立し、中古書籍・CD売買事業に進出。
- 2001年（平成13年）10月19日 - 東京証券取引所市場第二部に上場。
- 2002年（平成14年）12月7日 - 関東地方出店および神奈川県第1号店「蔦屋書店厚木戸室店」開店。
- 2003年（平成15年）
  - 1月29日 - 執行役員制度を導入。
  - 10月24日 - 東京都第1号店「蔦屋書店多摩永山店」開店。
  - 11月19日 - 群馬県第1号店「蔦屋書店伊勢崎平和町店」開店。
- 2005年（平成17年）
  - 4月1日 - 東京証券取引所市場第一部に指定替え。
  - 4月8日 - 埼玉県第1号店「TSUTAYA深谷店」開店。
  - 10月4日 - カルチュア・コンビニエンス・クラブ株式会社を引受先とした第三者割当増資を実行。
  - 10月26日 - 同日付でカルチュア・コンビニエンス・クラブ株式会社より、東京都および神奈川県内直営店4店舗（「TSUTAYAサンストリート亀戸店」・「TSUTAYA横山店」・「TSUTAYA港北荏田店」・「TSUTAYA鴨居店」）を譲受。
- 2007年（平成19年）
  - 2月 - スポーツ関連事業を目的として株式会社グランセナフットボールクラブを設立。スポーツ関連事業を開始。
  - 7月20日 - 横浜市都筑区にある「TSUTAYA港北荏田店」を移転し、同区内に神奈川県最大規模の「蔦屋書店港北ミナモ店」開店。
- 2008年（平成20年）9月1日 - 同日付で神奈川県内FC店1店舗（「TSUTAYA座間店」）を譲受。
- 2009年（平成21年）
  - 7月31日 - 創業店舗「蔦屋書店女池インター店」を移転し、「蔦屋書店新潟中央インター店」を開店。
  - 11月2日 - 同日付で東京建物株式会社より株式会社アンフォルマの全株式を取得し、完全子会社化。
- 2010年（平成22年）
  - 5月1日 - 同日付で子会社の株式会社アンフォルマを吸収合併。
  - 7月23日 - 「蔦屋書店西長岡店」および「蔦屋書店北長岡店」を移転統合し、新潟県内最大規模（当時）の「蔦屋書店長岡古正寺店」を開店。
- 2011年（平成23年）8月 - 売場面積1,800坪の「蔦屋書店前橋みなみモール店」を開店、超大型複合書店の出店を開始。
- 2012年（平成24年）
  - 3月17日 - 売場面積2,300坪の「蔦屋書店フォレオ菖蒲店」を埼玉県久喜市に開店。
  - 11月17日 - 茨城県第1号店である北関東最大の複合書店「蔦屋書店ひたちなか店」を開店。
- 2013年（平成25年）3月16日 - 宮城県第1号店である「蔦屋書店仙台泉店」を開店。本店舗は「TSUTAYA」「蔦屋書店」の中でも、日本最大の売場面積、日本最大の書籍在庫冊数を誇る。
- 2015年（平成27年）3月6日 - 千葉県第1号店である「蔦屋書店茂原店」を開店。
- 2016年（平成28年）3月6日 - 店舗維持管理事業を目的として株式会社ワーグルスタッフサービスを設立。
- 2018年（平成30年）
  - 4月1日 - 同日付で株式会社TSUTAYAより、岩手県、東京都および静岡県内直営店6店舗（「MORIOKA TSUTAYA」・「TSUTAYA新大久保店」・「TSUTAYA府中駅前店」・「TSUTAYA練馬春日町店」（後に改装で「蔦屋書店練馬春日町店」）・「TSUTAYAすみや静岡本店」（後に改装で「蔦屋書店静岡本店」）・「TSUTAYAすみや静岡平和町店」（後に改装で「蔦屋書店静岡平和町店」））を譲受。これにより、出店地域を岩手県および静岡県に拡大。
  - 6月1日 - 同日付で株式会社TSUTAYAより、岩手県直営店1店舗（「蔦屋 緑ヶ丘店」）を譲受。
  - 9月 - 子会社である株式会社ワーグルスタッフサービスにて「脳とこころの訪問看護ステーション」を開業。訪問看護事業を開始。
- 2020年（令和2年）11月 - 蔦屋書店河渡店内にコワーキングスペース「クロスラウンジプラス」オープン[8]
- 2021年（令和3年）
  - 7月15日 - 中期経営計画を策定し、2023年10月までにTSUTAYAのレンタル事業からの撤退を発表[9]
  - 8月 - 事業転換の新規事業として蔦屋書店 新潟万代「SHARE LOUNGE」と「サカナノバーガー新潟万代店」オープン[10]
- 2022年（令和4年）
  - 2月 - 蔦屋書店 寺尾店にARスポーツ「HADO（ハドー）」が体験できるフィールドを開設[11]
  - 4月 - 東京証券取引所の市場区分の見直しにより、東京証券取引所の市場第一部からスタンダード市場に移行
  - 9月 - 同月29日にプレオープンする蔦屋書店 佐久平店においてTポイントと競合する楽天ポイントを導入[12]。今後同社が運営する蔦屋書店・TSUTAYA64店舗において楽天ポイントを順次導入予定と発表していたが、2024年現在佐久平店以外での導入実績はない。
  - 11月 - 事業転換の新規事業として100円ショップの「DAISO長野南バイパス店」を蔦屋書店 長野川中島店（長野県）店内にオープン
- 2023年（令和5年）
  - 4月 - 事業転換の新規事業として株式会社バンダイのカプセルトイブランドであるガシャポンの専門店「ガシャポンバンダイオフィシャルショップ」を、埼玉県内の蔦屋書店 東松山店と蔦屋書店 本庄早稲田店にオープン
  - 6月 - タリーズコーヒーのフランチャイズ運営の株式会社メソッドカイザーを子会社化[13]
  - 9月 - 株式会社トーハンを割当予定先とする第三者割当による新株式の発行を行い、株式会社トーハンが筆頭株主となる。
- 2024年（令和6年）
  - 10月31日 - 株式会社トップカルチャーが蔦屋書店静岡本店をカルチュア・エクスペリエンス株式会社に営業譲渡。静岡県にある蔦屋書店（トップカルチャー）2店舗が閉店および営業譲渡をした為、事実上静岡県から事業を撤退した。

## 子会社
- 株式会社トップブックス（65.0％） - 中古販売事業「ふるいち・古本市場トップブックス」の店舗運営。テイツーの持分法適用関連会社
- 株式会社グランセナフットボールクラブ（97.7％） - サッカークラブ「グランセナ新潟FC」およびサッカースクール「グランセナサッカースクール」、スポーツ施設「グランセナ新潟サッカースタジアム」、保育園「グランセナ保育園」の運営
- 株式会社ワーグルスタッフサービス（94.3％） - 精神疾患・認知症に特化した訪問看護ステーション「脳とこころの訪問看護ステーション」の運営
- 株式会社メソッドカイザー - タリーズコーヒーのフランチャイズ運営

## 店舗

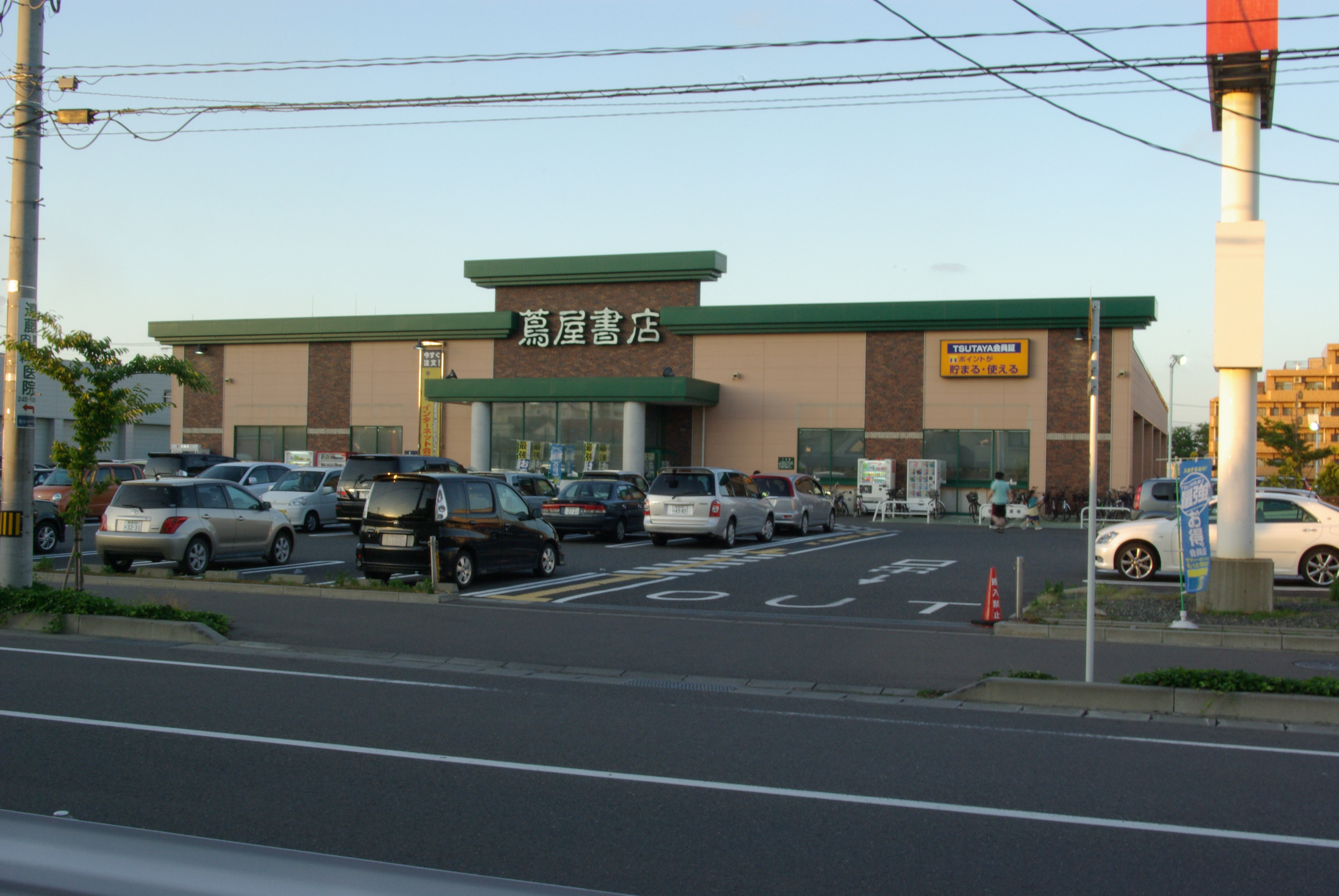
蔦屋書店の店舗例（新潟・南笹口店）

- 営業中の店舗に関しては店舗情報を参照（子会社含む。）。

### かつてあった店舗
| 店舗名                          | 備考                                                                           |
| ------------------------------- | ------------------------------------------------------------------------------ |
| 蔦屋書店 女池インター店         | 「蔦屋書店 新潟中央インター店」として移転                                      |
| 蔦屋書店 空港通店               | 「蔦屋書店 河渡店」に統合                                                      |
| 蔦屋書店 長岡川崎店             | 「蔦屋書店 長岡新保店」として移転                                              |
| 蔦屋書店 長岡宮内店             | 「蔦屋書店 アクロスプラザ美沢店」として移転                                    |
| 蔦屋書店 西長岡店               | 「蔦屋書店 長岡古正寺店」として移転                                            |
| 蔦屋書店 豊栄店                 | 「蔦屋書店 河渡店」に統合                                                      |
| 峰弥書店 黒埼店                 | 「蔦屋書店 新潟中央インター店」に統合                                          |
| 蔦屋書店 小千谷店               | 「蔦屋書店 長岡古正寺店」に統合                                                |
| 蔦屋書店 北長岡店               | 「蔦屋書店 長岡古正寺店」として移転                                            |
| 蔦屋書店 佐久小諸店             | 「蔦屋書店 佐久平店」として移転                                                |
| 蔦屋書店 白山駅前店             | 「蔦屋書店 南万代フォーラム店」（現：蔦屋書店 新潟万代）に統合                 |
| 蔦屋書店 長野安茂里店           | 「蔦屋書店 長野川中島店」に統合                                                |
| 蔦屋書店 南川中島店             | 「蔦屋書店 長野川中島店」に統合                                                |
| 蔦屋書店 南笹口店               | 「蔦屋書店 新潟万代」に統合                                                    |
| 蔦屋書店 マーケットシティ白根店 | 「蔦屋書店 新津店」に統合                                                      |
| 蔦屋書店 厚木戸室店             | 「蔦屋書店 厚木下依知店」に統合                                                |
| 蔦屋書店 千曲屋代店             | 「蔦屋書店 長野川中島店」に統合                                                |
| 蔦屋書店 多摩永山店             | 「蔦屋書店 南大沢店」に統合                                                    |
| 蔦屋書店 伊勢崎安堀店           | 「蔦屋書店 伊勢崎宮子店」に統合                                                |
| 蔦屋書店 太田店                 |                                                                                |
| TSUTAYA 深谷店                  | 「蔦屋書店 熊谷店」に統合                                                      |
| 蔦屋書店 フレスポ府中店         | 「蔦屋書店 多摩永山店」および「TSUTAYA 府中駅前店」に統合                      |
| TSUTAYA サンストリート亀戸店    | 「TSUTAYA 東大島店」に統合                                                     |
| TSUTAYA 港北荏田店              | 「蔦屋書店 港北ミナモ店」として移転                                            |
| 蔦屋書店 厚木下依知店           | ※閉店により、神奈川県厚木市より撤退                                            |
| TSUTAYA 座間店                  | 「蔦屋書店 厚木下依知店」に統合                                                |
| 蔦屋書店 稲城若葉台店           | 「蔦屋書店 南大沢店」に統合                                                    |
| 蔦屋書店 大和下鶴間店           | 「蔦屋書店 青葉奈良店」に統合                                                  |
| TSUTAYA 町屋店                  | 「TSUTAYA 亀有店」に統合                                                       |
| TSUTAYA 亀有店                  | 「蔦屋書店 練馬春日町店」に統合                                                |
| TSUTAYA アトレヴィ田端店        | 「TSUTAYA 亀有店」に統合                                                       |
| 蔦屋書店 仙台泉店               | 「蔦屋書店 イオンタウン仙台泉大沢店」に移転                                    |
| 蔦屋書店 茂原店                 | (株)TSUTAYA【譲渡当時】に譲渡                                                  |
| 蔦屋書店 練馬春日町店           | ※閉店により、東京都23区内より撤退                                              |
| 蔦屋書店 静岡平和町店           | 「蔦屋書店 静岡本店」に統合                                                    |
| 蔦屋 緑が丘店                   | 「MORIOKA TSUTAYA」に統合                                                      |
| 蔦屋書店静岡本店                | （株）カルチュア・エクスペリエンスに営業譲渡 ※営業譲渡により、静岡県内より撤退 |

### 他業態との融合
近年は『BOOK & cafe』の業態を推進。以下の店舗に展開をしている。
| 店舗名                          | テナント |
| ------------------------------- | --- |
| 蔦屋書店 新潟中央インター店     | TULLY'S COFFEE 新潟中央インター店 JINS 新潟中央インター店 ほけんの窓口 新潟中央インター店 楽天モバイル 新潟中央インター店 AMERI by Luxe                 |
| 蔦屋書店 長岡新保店             | TULLY'S COFFEE 長岡新保店 保険のライフアシスト蔦屋長岡新保店                                                                                            |
| 蔦屋書店 佐渡佐和田店           | TULLY'S COFFEE 佐渡佐和田店 しまふぅみ |
| 蔦屋書店 アクロスプラザ美沢店   | TULLY'S COFFEE アクロスプラザ長岡美沢店 |
| 蔦屋書店 長岡古正寺店           | TULLY'S COFFEE 長岡古正寺店 |
| 蔦屋書店 新発田店               | TULLY'S COFFEE 新発田店 TONEモバイル 蔦屋書店新発田店                                                                                                   |
| 蔦屋書店 新潟万代               | TULLY'S COFFEE 新潟万代店 TONEモバイル 蔦屋書店新潟万代店 CIAILE デジタルハリウッドSTUDIO新潟                                                           |
| 蔦屋書店 竹尾インター店         | CISCO THE BAKERY 竹尾店 |
| 蔦屋書店 上田大屋店             | TULLY'S COFFEE 上田大屋店 |
| 蔦屋書店 長野川中島店           | TULLY'S COFFEE 長野川中島店 |
| 蔦屋書店 佐久小諸店             | TULLY'S COFFEE 佐久小諸店 |
| 蔦屋書店 上越インター店         | ほけんの窓口 上越店 |
| 蔦屋書店 河渡店                 | cross lounge + |
| 蔦屋書店 新通店                 | TULLY'S COFFEE 新潟新通店 |
| 蔦屋書店 八王子みなみ野店       | TULLY'S COFFEE みなみ野店 |
| 蔦屋書店 横越バイパス店         | TULLY'S COFFEE 横越バイパス店 MI PLAZA 横越 |
| 蔦屋書店 川島インター店         | TONEモバイル 蔦屋書店川島インター店 |
| 蔦屋書店 港北ミナモ店           | Starbucks Coffee 蔦屋書店港北ミナモ店 |
| 蔦屋書店 伊勢崎宮子店           | NOVA 伊勢崎校 cafe & pancake gram 伊勢崎店 |
| 蔦屋書店 前橋みなみモール店     | TULLY'S COFFEE 前橋みなみモール店 |
| 蔦屋書店 フォレオ菖蒲店         | TULLY'S COFFEE フォレオ菖蒲店 ロピア 菖蒲フォレオ店 |
| 蔦屋書店 ひたちなか店           | TULLY'S COFFEE ひたちなか新光町店 earth misic & ecology ひたちなか蔦屋 保険のライフアシスト 蔦屋ひたちなか店                                            |
| 蔦屋書店 仙台泉店               | TULLY'S COFFEE 仙台泉店 |
| 蔦屋書店 本庄早稲田店           | TULLY'S COFFEE 本庄早稲田店 |
| 蔦屋書店 東松山店               | TULLY'S COFFEE 東松山店 |
| 蔦屋書店 長岡花園店             | TULLY'S COFFEE 長岡花園店 Ciel by Luxe |
| 蔦屋書店 高田西店               | TULLY'S COFFEE 高田西店 SHAN CRÉER 高田西店 Mil'es Mitt 上越店                                                                                          |
| 蔦屋書店 アクロスプラザ富沢西店 | TULLY'S COFFEE 仙台富沢西店 SHAN CRÉER 仙台富沢西店 Mil'es Mitt 仙台店                                                                                  |
| 蔦屋書店 龍ケ崎店               | TULLY'S COFFEE 龍ヶ崎店 SHAN CRÉER 龍ケ崎店 Mil'es Mitt 龍ケ崎店 みつばちほけん たつのこまち龍ケ崎モール店 イーグル整骨院 龍ヶ崎店 JINS 龍ケ崎店        |
| MORIOKA TSUTAYA                 | コシニール ベーカリーカフェ MORIOKA TSUTAYA店 ソフトバンク 盛岡本宮 幼児教室コペル MORIOKA TSUTAYA教室 カワチ薬品 盛岡本宮店 ほけんの窓口 盛岡TSUTAYA店 |
| TSUTAYA 府中駅前店              | TONEモバイル TSUTAYA府中駅前店→ローソン府中駅北口店 |
| 蔦屋書店 静岡本店               | Starbucks Coffee 蔦屋書店静岡本店 |